# Grabovo (Vukovár)
Grabovo falu Horvátországban Vukovár-Szerém megyében. Közigazgatásilag Vukovárhoz tartozik.

## Fekvése
Vukovár központjától 6 km-re délkeletre, a Nyugat-Szerémségben, a Duna jobb partjának közelében,Vukovár és Szata között fekszik. 

## Története
A 19. században keletkezett Bogovce-, Kloster-, Offener- és Ovčara-puszták területéből jött létre Grabovo részeként a 19. század végén. A településnek 1890-ben 132, 1910-ben 220 lakosa volt. Szerém vármegye Vukovári járásához tartozott. Az 1910-es népszámlálás adatai szerint lakosságának 62%-a magyar, 17%-a horvát, 14%-a német, 6%-a szerb anyanyelvű volt. A település az első világháború után az új szerb-horvát-szlovén állam, majd később (1929-ben) Jugoszlávia része lett. 1941 és 1945 a Független Horvát Államhoz tartozott, majd a szocialista Jugoszlávia fennhatósága alá került. 1991-től a független Horvátország része. Vukovár elfoglalása után a szerbek a kórház alagsorában élő embereket evakuálás címén buszokra szállították, majd ide, a pár kilométerre lévő Ovčara-pusztára vitték, ahol hosszas kínzások után mindannyiukat lelőtték és közös tömegsírba dobták. Ennek emlékeit a vukovári kórház alagsorában berendezett múzeum, illetve az Ovčara határában lévő emlékhely őrzi. A 2001-es közigazgatási területrendezés során Grabovo-dio néven választották le az azóta kihalt, ma Tomtelkéhez tartozó Grabovóról és önálló településként Vukovár közigazgatási területéhez csatolták. A településnek 2011-ben 47 lakosa volt. A település nagy része ma is mezőgazdasági telep.

## Népessége
| Lakosság változása | Lakosság változása | Lakosság változása | Lakosság változása | Lakosság változása | Lakosság változása | Lakosság változása | Lakosság változása | Lakosság változása | Lakosság változása | Lakosság változása | Lakosság változása | Lakosság változása | Lakosság változása | Lakosság változása | Lakosság változása |
| ------------------ | ------------------ | ------------------ | ------------------ | ------------------ | ------------------ | ------------------ | ------------------ | ------------------ | ------------------ | ------------------ | ------------------ | ------------------ | ------------------ | ------------------ | ------------------ |
| 1857               | 1869               | 1880               | 1890               | 1900               | 1910               | 1921               | 1931               | 1948               | 1953               | 1961               | 1971               | 1981               | 1991               | 2001               | 2011               |
| 0                  | 0                  | 0                  | 132                | 205                | 220                | 191                | 154                | 345                | 346                | 357                | 384                | 255                | 192                | 149                | 47                 |

## Nevezetességei
A Vukovár ostroma után itt meggyilkolt áldozatok emlékhelye.